# Aurelia Cotta
Aurelia Cotta (Roma, 21 maggio 120 a.C. – Roma, 31 luglio 54 a.C.) è stata una matrona romana, nota soprattutto per essere la madre di Gaio Giulio Cesare.

## Biografia
Era figlia di Rutilia e di Lucio Aurelio Cotta. Il padre era stato console nel 119 a.C. e il nonno, chiamato anch'egli Lucio Aurelio Cotta, nel 144 a.C. La famiglia degli Aurelii Cottae era infatti particolarmente influente in età repubblicana. Da parte di madre, invece, Aurelia discendeva dalla gens Rutilia, anch'essa di rango consolare.
Aurelia sposò Gaio Giulio Cesare (padre), pretore nel 92 a.C. e che morì poi nell'84 a.C., da cui ebbe tre figli:
- Giulia maggiore,
- Giulia minore,
- Gaio Giulio Cesare, console e dittatore romano.

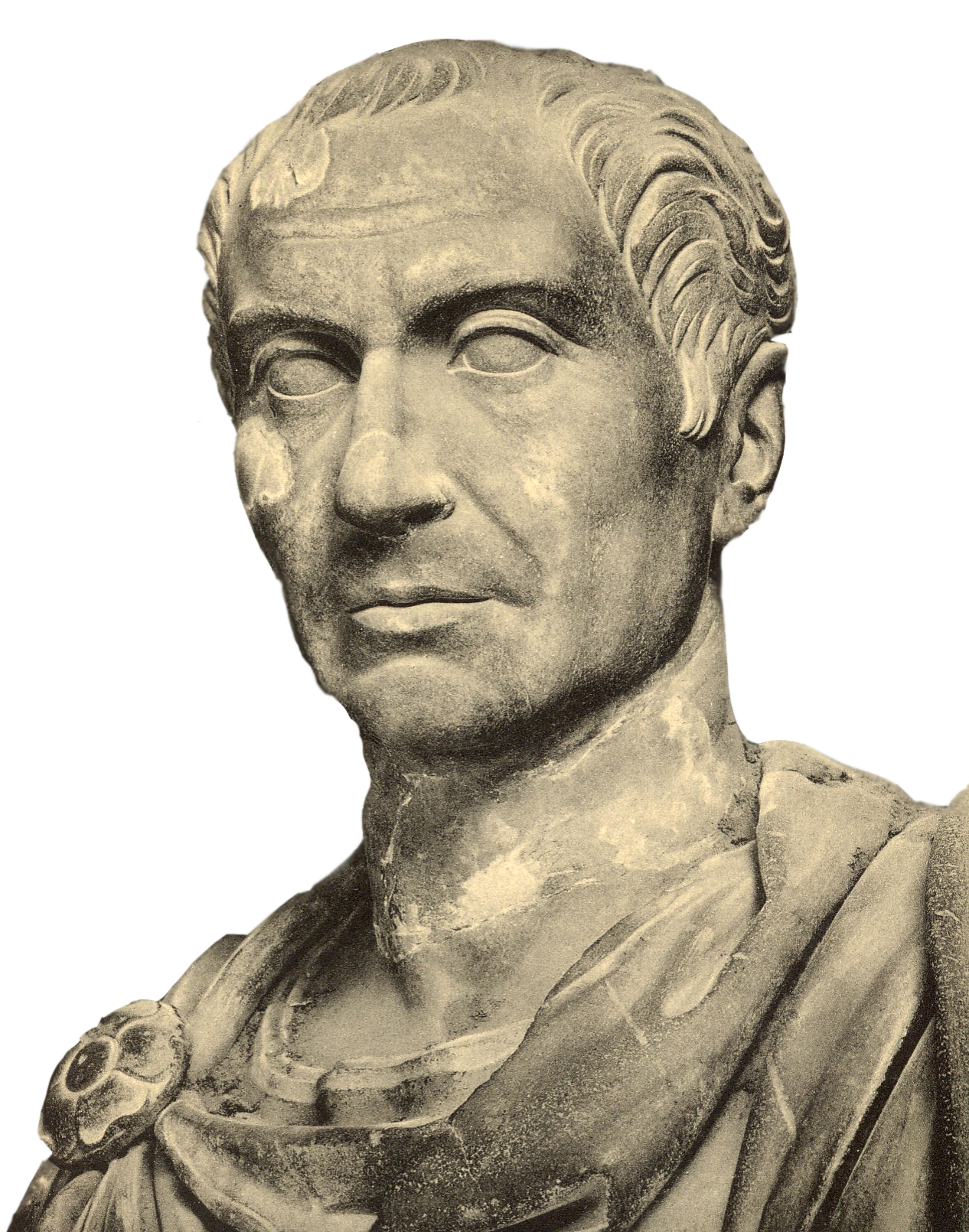
Statua di Gaio Giulio Cesare, figlio di Aurelia Cotta

Secondo il racconto di Plinio il Vecchio, il cognomen "Caesar" potrebbe derivare dal fatto che il "primo" dei Cesari nacque dall'utero tagliato (caeso) della madre. Ma poiché a quell'epoca il taglio cesareo era praticato solo sulle madri morte per consentire la sopravvivenza del feto e la madre di Cesare morì anni dopo aver dato alla luce il figlio, è evidente che nella sua citazione Plinio non attribuisce questa particolare nascita al noto dittatore, ma a un suo antenato.
La tradizione è concorde nel raffigurare Aurelia Cotta come una matrona ideale: così viene definita da Tacito e Plutarco, che la descrive come saggia e attenta. Intelligente, indipendente e famosa per la bellezza e il senso pratico, godeva di ottima reputazione in tutta Roma.
Aurelia e la sua famiglia rivestirono un ruolo fondamentale nell'educazione dei figli, in particolare di Giulio Cesare, anche perché il marito era morto quando il figlio era appena sedicenne. Nell'82 a.C. l'allora dittatore Lucio Cornelio Silla ordinò al diciottenne Cesare di divorziare dalla moglie Cornelia Cinna, figlia del popolare Lucio Cornelio Cinna: Giulio Cesare rifiutò fermamente, esponendosi così al grave rischio di una rappresaglia da parte del dittatore. Aurelia, allora, s'impegnò personalmente assieme al fratello Gaio Aurelio Cotta perché Silla desistesse dal desiderio di punire Giulio Cesare.
Nel 62 a.C., durante i festeggiamenti della Bona Dea che quell'anno Giulio Cesare organizzò in qualità di pretore in casa propria, Publio Clodio Pulcro, amante di Pompea Silla, nuova moglie di Cesare dopo la morte di Cornelia Cinna, s'introdusse in casa travestito da ancella: fu scoperto proprio grazie all'intervento di Aurelia e di una delle figlie. Cesare, poco più tardi, si rifiutò tuttavia di testimoniare contro di lui al processo, ma ripudiò comunque la moglie perché "La moglie di Cesare dev'essere al di sopra di ogni sospetto".
A causa della morte della nuora Cornelia Cinna, ad Aurelia spettò anche il compito di allevare la figlia che ella aveva avuto da Giulio Cesare, Giulia.